# Lambrekin

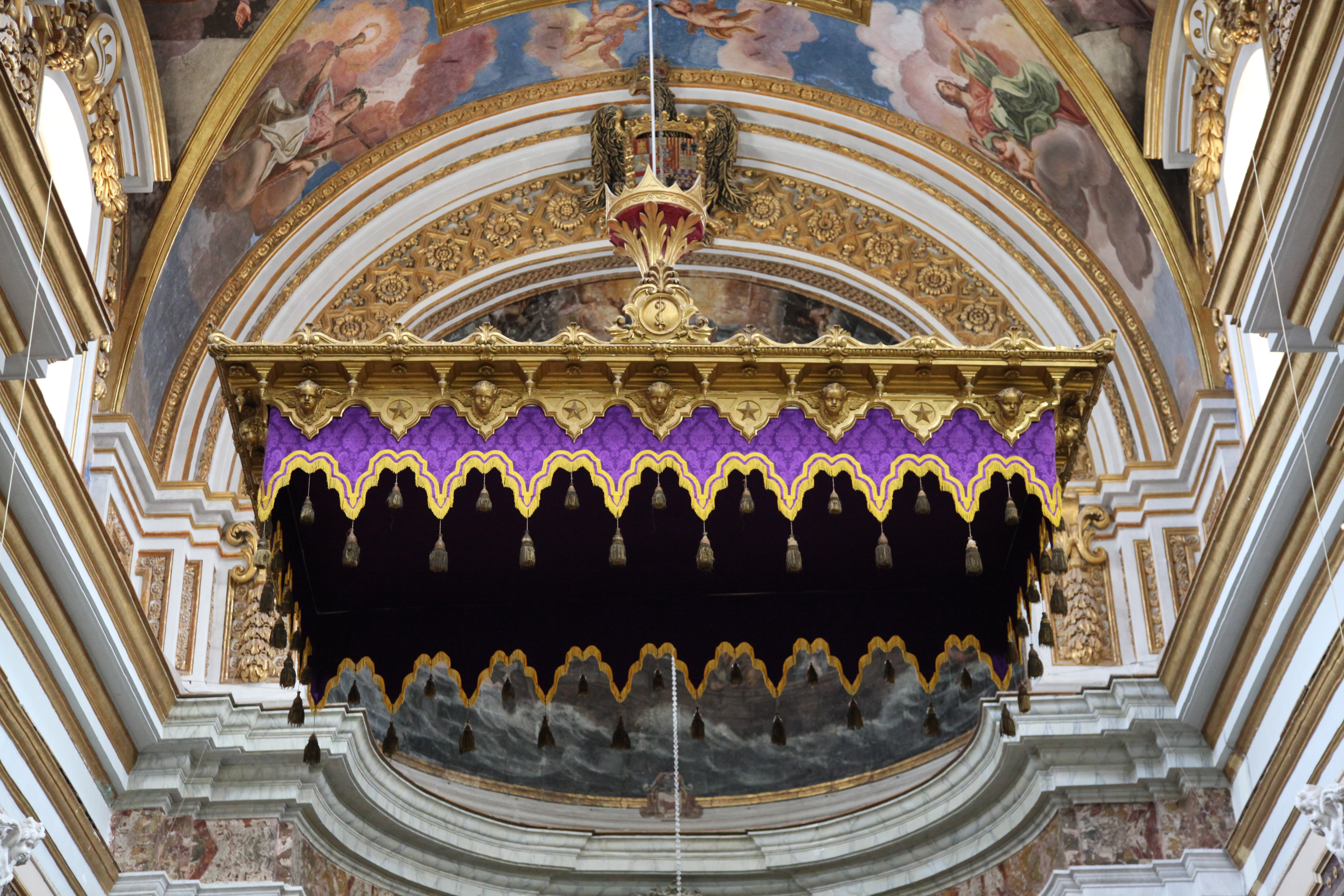
Lambrekin

Lambrekin (fr. lambrequin) – dekoracyjny element wyposażenia wnętrz w postaci wąskiego, długiego, prostokątnego pasa tkaniny wyciętego od dołu w "zęby" oraz ozdobionego frędzlami i haftami. Słowo oznacza wycinki z tkaniny, drewna lub blachy wieńczące baldachim, namiot lub framugę okna.
Lambrekiny stosowane były jako krótkie zasłony, firanki nad oknem lub drzwiami, zawieszone na drążku. Również jako obramienie zasłon, baldachimów. Lambrekiny stosowano głównie od XVI do XVIII wieku.
Mianem lambrekinów określa się również ornament ciągły stosowany w barokowej dekoracji architektonicznej, który był wykonywany w drewnie, stiuku lub kamieniu i służył jako ozdoba ołtarzy i ambon.